# Slawische Tänze
Die Slawischen Tänze sind eine Sammlung von 16 Instrumentalstücken von Antonín Dvořák, die 1878 und 1886 entstanden und in zwei Bänden als Opus 46 und Opus 72 veröffentlicht wurden. Die Stücke wurden für Klavier zu vier Händen geschrieben und jeweils kurze Zeit später für Orchester bearbeitet. Sie gehören zu den bekanntesten Werken des tschechischen Komponisten.

## Entstehung
Im Jahr 1877 machte Johannes Brahms seinen Verleger Fritz Simrock auf den noch unbekannten Komponisten Antonín Dvořák aufmerksam, den er als Jurymitglied bei der Vergabe eines Stipendiums für dessen Duette Klänge aus Mähren kennengelernt hatte. Simrock nahm nicht nur die Duette in sein Verlagsprogramm auf, er schlug Dvořák auch vor, eine Reihe von „nationalen Klavierwerken“ nach dem Vorbild von Brahms’ Ungarischen Tänzen zu komponieren. Auch der Titel „Slawische Tänze“ war eine Anregung Simrocks.
Dvořák griff die Anregung umgehend auf und verfasste Anfang 1878 im Lauf von acht Wochen die erste Serie der Tänze. Während er für die Komposition gerade mal 300 Mark erhielt, stellte sich das Werk für den Verleger als Goldgrube heraus, da die Tänze vom Publikum sofort begeistert aufgenommen wurden. Im Frühjahr und Sommer 1878 ließ Dvořák noch die Orchesterfassung der Tänze folgen, die ein ebensogroßer Erfolg wurden. Alle namhaften Dirigenten wollten sie in ihr Programm aufnehmen.
Wegen des großen Erfolgs der ersten Serie schlug Simrock Dvořák schon 1880 vor, eine Fortsetzung folgen zu lassen. Doch erst im Sommer 1886 machte sich Dvořák an die Arbeit und verfasste die Tänze op. 72, wiederum zunächst für Klavier vierhändig. Die Orchesterfassung folgte von November 1886 bis Januar 1887.

## Besetzung der Orchesterfassung
Die Orchesterfassung ist für 2 Flöten, 2 Oboen, 2 Klarinetten, 2 Fagotte, 4 Hörner, 2 Trompeten, 3 Posaunen, Schlagwerk und Streicher konzipiert.

## Die Musik
Dvořáks Kompositionen bedienen sich charakteristischer rhythmischer Muster von böhmischen und mährischen Volkstänzen sowie derer benachbarter Länder. Sie sind aber dennoch völlig eigenständige Schöpfungen des Komponisten.

### Opus 46

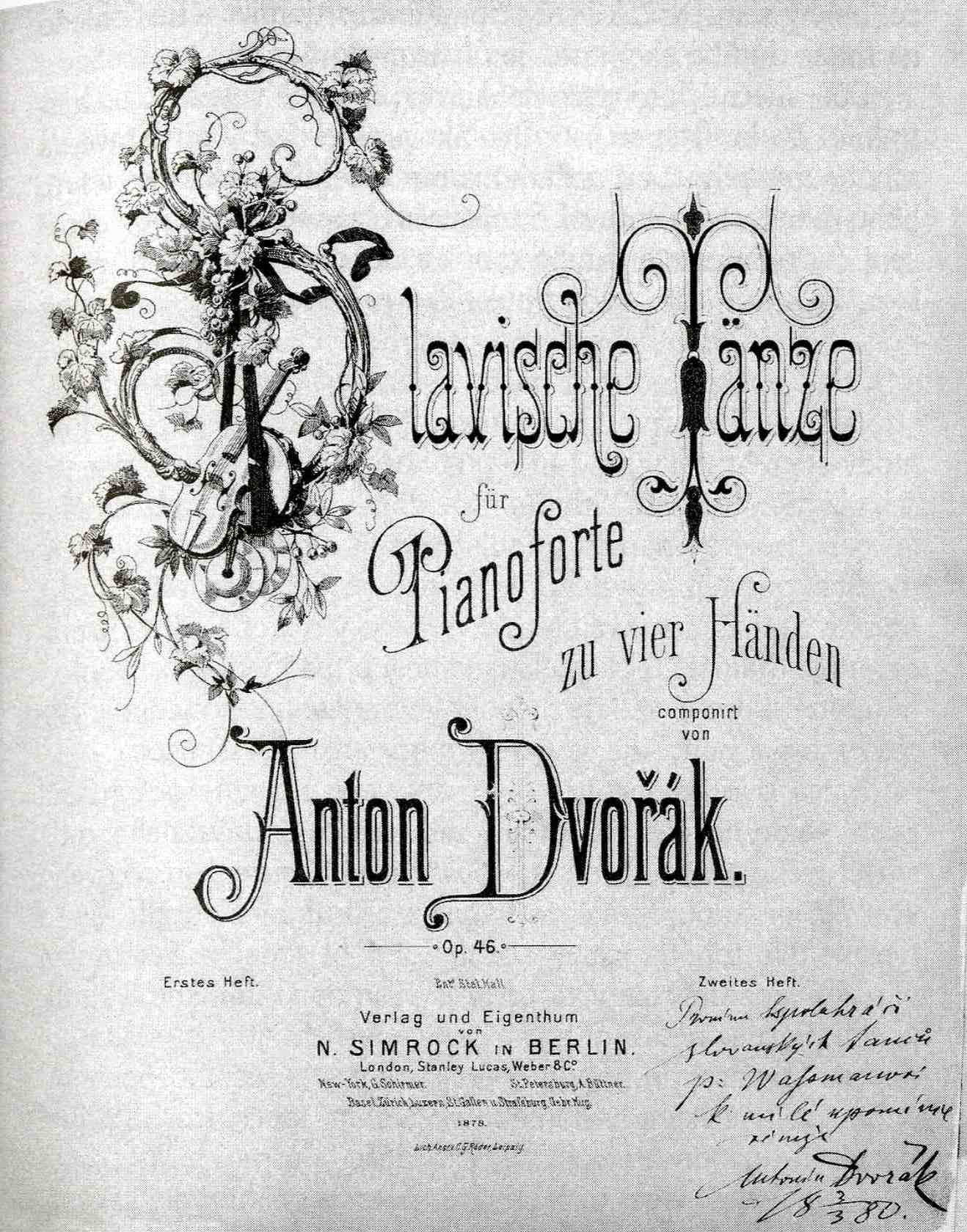
Titelblatt der Klavierfassung der Slawischen Tänze op. 46

In der ersten Reihe finden sich zwei von Rhythmuswechseln geprägte Furianten, zwei dem Ländler ähnelnde Sousedskás, zwei Skočnás (schneller Springtanz), eine Polka und, als einziger nicht-tschechischer Tanz, eine ukrainische Dumka. Die angegebene Reihenfolge entspricht der Orchesterfassung. In der originalen Fassung für Klavierduo sind Nr. 3 und Nr. 6 vertauscht.
- Nr. 1 in C-Dur, Presto (Furiant)
- Nr. 2 in e-Moll, Allegretto scherzando (Dumka)
- Nr. 3 in As-Dur, Poco allegro (Polka)
- Nr. 4 in F-Dur, Tempo di Minuetto (Sousedská)
- Nr. 5 in A-Dur, Allegro vivace (Skočná)
- Nr. 6 in D-Dur, Allegretto scherzando (Sousedská)
- Nr. 7 in c-Moll, Allegro assai (Skočná)
- Nr. 8 in g-Moll, Presto (Furiant)

#### Analyse Slawischer Tanz Nr. 8
Der beliebte (und meistgespielte) Slawische Tanz Nr. 8 besteht aus zwei kontrastierenden Teilen (A und B). Während der A-Teil weitestgehend zwischen g-Moll und G-Dur pendelt und sich in verschiedene, meist achttaktige und im dynamischen Kontrast zueinander stehende Abschnitte gliedert, ist der nachfolgende B-Teil eher lyrisch und mehrheitlich kammermusikalisch (mit Führung der Bläser) gestaltet und steht nun gesamthaft im Piano sowie in der Varianttonart G-Dur. Im Rahmen einer raumgreifenden und harmonisch expandierenden Coda, wo Dvořák ausgehend von G-Dur überraschend ins neapolitanische As-Dur und daraufhin weiter auf die Dominante H-Dur der Paralleltonart sequenziert (und bei der variierten Wiederholung dann sogar ins subdominantische a-Moll ausweicht, bevor er wieder nach g-Moll bzw. G-Dur zurückfindet), werden die beiden Teile bzw. deren Material nochmals aufgenommen und das Stück schließlich in G-Dur beendet. Die Gesamtform stellt sich folgendermaßen dar:
A / B / A (Reprise) / Coda
Die Spieldauer beträgt ca. 4 Minuten 30 Sekunden.
| Abschnitt            | Form          | Takte                  | Tonart                                            | Dynamik / Tempo (Agogik)                                                         |
| -------------------- | ------------- | ---------------------- | ------------------------------------------------- | -------------------------------------------------------------------------------- |
| Teil A               |               |                        |                                                   |                                                                                  |
| 1                    | A A           | 2 × 8                  | Gm / G                                            | fortissimo (Presto)                                                              |
| 2                    | B B           | 2 × 8                  | Cm → Gm                                           | piano                                                                            |
| 3                    | A' A'         | 2 × 8                  | Gm / G                                            | ff                                                                               |
| 4                    | C C           | 2 × 8                  | D → G                                             | p                                                                                |
| 5                    | D D           | 2 × 8                  | Cm → B                                            | ff / p (2 ×)                                                                     |
| 6a 6b 6c             | E E' E''      | 8 8                    | B                                                 | p p crescendo molto                                                              |
| 7                    | A'' A''       | 2 × 8                  | Gm / G                                            | ff (grandioso)                                                                   |
| -                    | Überleitung   | 12                     |                                                   | diminuendo                                                                       |
| Teil B               |               |                        |                                                   |                                                                                  |
| 8a 8b                | F F' +        | 18 25                  | G                                                 | p (pp) sempre più piano / poco ritardando                                        |
| Teil A Reprise (1–7) |               |                        |                                                   |                                                                                  |
| Coda                 |               |                        |                                                   |                                                                                  |
| 9a 9b                | G G' +        | 14 (6 + 8) 18 (6 + 12) | G / As(!) / H(!) / Gm G / As / H / Am(!) / Gm / G | ff (grandioso) diminuendo ff diminuendo sempre                                   |
| -                    | Rückleitung   | 16                     |                                                   | p diminuendo                                                                     |
| 8c                   | F'' (Teil B)  | 25                     | G                                                 | p poco a poco meno mosso / diminuendo molto / più ritardando / sempre diminuendo |
| 1                    | A''' (Teil A) | 4                      | G                                                 | ff (Presto)                                                                      |

### Opus 72
In der zweiten Serie überwiegen die nicht-tschechischen Tänze, weswegen sich Dvořák auch einigen Anfeindungen ausgesetzt sah. Ihm wurde vorgeworfen, sich zu wenig mit seiner Heimat zu identifizieren und sich stattdessen im Ausland beliebt machen zu wollen. 
Die Tänze aus op. 72 reihen sich zusammen aus einem slowakischen Odzemek der Form schnell – langsam – schnell, wiederum zwei Dumkas, einer polnischen Polonaise und einem ausgelassenen vom Balkan stammenden Kolo. Tschechischen Ursprungs sind je eine weitere Skočná und eine Sousedská, sowie eine Špacírka, der von einem langsamen Schreittanz in einen schnellen Rundtanz übergeht.
Die Tänze der zweiten Gruppe werden manchmal separat gezählt, manchmal aber wird die Nummerierung der ersten Serie fortlaufend weitergezählt. Viele Ausgaben geben daher beide Nummerierungen an.
- Nr. 1 (9) in H-Dur, Allegro vivace (Odzemek)
- Nr. 2 (10) in e-Moll, Allegretto grazioso (Dumka)
- Nr. 3 (11) in F-Dur, Allegro (Skočná)
- Nr. 4 (12) in Des-Dur, Allegretto grazioso (Dumka)
- Nr. 5 (13) in b-Moll, Poco adagio. Vivace (Špacírka)
- Nr. 6 (14) in B-Dur, Moderato, quasi Minuetto (Polonaise)
- Nr. 7 (15) in C-Dur, Allegro vivace (Kolo)
- Nr. 8 (16) in As-Dur, Grazioso e lento, ma non troppo, quasi tempo di valse (Sousedská)